# Ebayega
Ebayega (ou Ebayaga) est un village du Cameroun situé dans la région du Sud et le département de l'Océan, sur la route rurale qui relie Mvengue à Okarobele et Akongo. Il fait partie de la commune de Mvengue.

## Population
En 1967, la population était de 186 habitants, principalement des Ewondo. Lors du recensement de 2005, on y dénombrait 315 personnes.

## Infrastructures
La localité dispose d'une école publique.